# Пюто-ан-Ож
Пюто́-ан-Ож (фр. Putot-en-Auge) — коммуна во Франции, находится в регионе Нижняя Нормандия. Департамент коммуны — Кальвадос. Входит в состав кантона Дозюле. Округ коммуны — Лизьё.
Код INSEE коммуны — 14524.

## Население
Население коммуны на 2010 год составляло 293 человека.
| 1962 | 1968 | 1975 | 1982 | 1990 | 1999 | 2010 |
| ---- | ---- | ---- | ---- | ---- | ---- | ---- |
| 208  | 202  | 304  | 344  | 352  | 330  | 293  |

## Экономика
В 2010 году среди 192 человек трудоспособного возраста (15—64 лет) 136 были экономически активными, 56 — неактивными (показатель активности — 70,8 %, в 1999 году было 65,3 %). Из 136 активных жителей работали 127 человек (63 мужчины и 64 женщины), безработных было 9 (7 мужчин и 2 женщины). Среди 56 неактивных 14 человек были учениками или студентами, 32 — пенсионерами, 10 были неактивными по другим причинам.